# 时分多路复用
分時多工（Time-Division Multiplexing，TDM）是一种数字或者模拟（较罕见）的多路复用技术。使用这种技术，两个以上的信号或数据流可以同时在一条通信线路上传输，其表现为同一通信信道的子信道。但在物理上来看，信号还是轮流占用物理通道的。时间域被分成周期循环的一些小段，每段时间长度是固定的，每个时段用来传输一个子信道。例如子信道1的采样，可能是字节或者是数据块，使用时间段1，子信道2使用时间段2，等等。一个TDM的帧包含了一个子信道的一个时间段，当最后一个子信道传输完毕，这样的过程将会再重复来传输新的帧，也就是下个信号片段。

## 应用例子
- 电信网络的PDH系统采用PCM编码，使多路电话信号在一个数字信道上传输。
- RIFF（WAV）音频文件格式，在存储立体声信号时，把左声道和右声道的信号采样交错的存储。
- 移动通信中的GSM电话系统。